# 달성군의 행정 구역
달성군의 행정 구역은 4읍 5면, 255개의 행정리와 95개의 법정리로 구성되어 있다. 달성군의 면적은 426.67 km2이며, 인구는 2018년 10월 말 주민등록 기준으로 249,586명, 9만5898 가구이다.

## 행정 구역
| \| 읍·면 \| 한자 \| 면적 (km ²) \| 인구 \| 세대 \| \| ------ \| ------ \| ----------- \| ------- \| ------ \| \| 화원읍 \| 花園邑 \| 27.68 \| 50,511 \| 18,636 \| \| 논공읍 \| 論工邑 \| 43.87 \| 18,521 \| 8,070 \| \| 다사읍 \| 多斯邑 \| 36.66 \| 84,522 \| 30,307 \| \| 유가읍 \| 瑜伽邑 \| 57.37 \| 26,604 \| 9,883 \| \| 옥포읍 \| 玉浦邑 \| 48.94 \| 22,249 \| 9,411 \| \| 현풍읍 \| 玄風邑 \| 24.47 \| 20,285 \| 9,738 \| \| 가창면 \| 嘉昌面 \| 111.17 \| 8,191 \| 3,653 \| \| 하빈면 \| 河濱面 \| 36.70 \| 4,012 \| 2,054 \| \| 구지면 \| 求智面 \| 39.75 \| 8,480 \| 4,146 \| \| 달성군 \| 達城郡 \| 426.67 \| 243,375 \| 95,898 \|* 인구·세대는 2017년 12월 31일 주민등록 기준 | 달성군행정구역 |             |         |        |
| 읍·면 | 한자           | 면적 (km ²) | 인구    | 세대   |
| 화원읍 | 花園邑         | 27.68       | 50,511  | 18,636 |
| 논공읍 | 論工邑         | 43.87       | 18,521  | 8,070  |
| 다사읍 | 多斯邑         | 36.66       | 84,522  | 30,307 |
| 유가읍 | 瑜伽邑         | 57.37       | 26,604  | 9,883  |
| 옥포읍 | 玉浦邑         | 48.94       | 22,249  | 9,411  |
| 현풍읍 | 玄風邑         | 24.47       | 20,285  | 9,738  |
| 가창면 | 嘉昌面         | 111.17      | 8,191   | 3,653  |
| 하빈면 | 河濱面         | 36.70       | 4,012   | 2,054  |
| 구지면 | 求智面         | 39.75       | 8,480   | 4,146  |
| 달성군 | 達城郡         | 426.67      | 243,375 | 95,898 |

### 폐지된 행정 구역
| \| 하위 행정읍면 \| 법정리명 \| 폐지 시기 \| 현재 행정구역 \| \| ---------------------------- \| ---------------------------------------------------------------------------------------------------------------------------------------------------------------------------------------------- \| --------------------------- \| ----------------- \| \| 수성면(壽城) \| 두산동(斗山), 지산동(池山), 범물동(凡勿), 황청동(黃靑→황금동, 1977년), 범어동(泛魚), 만촌동(晩村), 상동(上), 중동(中), 하동(下→수성동, 1958년) \| 1938년 대구부에 편입[2] \| 대구광역시 수성구 \| \| 수성면(壽城) \| 효목동(孝睦), 신암동(新岩), 신천동(新川) \| 1938년 대구부에 편입[2] \| 대구광역시 동구 \| \| 수성면(壽城) \| 대명동(大明), 봉덕동(鳳德) \| 1938년 대구부에 편입[2] \| 대구광역시 남구 \| \| 성북면(城北) \| 침산동(砧山), 산격동(山格), 검단동(檢丹), 복현동(伏賢) \| 1938년 대구부에 편입[2] \| 대구광역시 북구 \| \| 달서면(達西) \| 원대동(院垈), 평리동(坪里), 비산동(飛山), 내당동(內唐), 중리동(中里), 상리동(上里), 이현동(梨峴) \| 1938년 대구부에 편입[2] \| 대구광역시 서구 \| \| 달서면(達西) \| 조야동(助也), 노곡동(魯谷) \| 1938년 대구부에 편입[2] \| 대구광역시 북구 \| \| 달서면(達西) \| 성당동(聖堂), 두류동(頭流) \| 1938년 대구부에 편입[2] \| 대구광역시 달서구 \| \| 해안면(解顔→ 동촌면, 1940년) \| 지저동(枝底), 도동(道), 입석동(立石), 불로동(不老), 봉무동(鳳舞), 검사동(檢沙), 둔산동(屯山), 방촌동(芳村), 부동(釜), 신평동(新坪) \| 1958년 대구시에 편입[3] \| 대구광역시 동구 \| \| 가창면(嘉昌面) \| 파동(巴) \| 1958년 대구시에 편입[3] \| 대구광역시 수성구 \| \| 공산면(公山) \| 평광동(坪廣) \| 1958년 대구시에 편입[3] \| 대구광역시 동구 \| \| 공산면(公山) \| 동변동(東邊), 서변동(西邊) \| 1958년 대구시에 편입[3] \| 대구광역시 북구 \| \| 월배읍(月背) \| 상인동(上仁), 도원동(桃源), 진천동(辰泉), 유천동(流川), 상동(上→월성동, 1958년), 하동(下→월암동, 1958년), 대천동(大泉), 송현동(松峴), 대곡동(大谷) \| 1981년 대구직할시에 편입[4] \| 대구광역시 달서구 \| \| 성서읍(城西) \| 파호동(巴湖), 파산동(巴山→호산동, 2005년), 호림동(狐林), 신당동(新塘), 이곡동(梨谷), 용산동(龍山), 죽전동(竹田), 갈산동(葛山), 장동(壯), 장기동(長基), 본리동(本里), 감삼동(甘三) \| 1981년 대구직할시에 편입[4] \| 대구광역시 달서구 \| \| 공산면(公山) \| 덕곡동(德谷), 송정동(松亭), 중대동(中大), 신용동(新龍), 지묘동(智妙), 내동(內), 미대동(美垈), 신무동(新武), 백안동(百安), 용수동(龍水), 미곡동(米谷), 도학동(道鶴), 진인동(眞仁), 능성동(能城) \| 1981년 대구직할시에 편입[4] \| 대구광역시 동구 \| \| 공산면(公山) \| 연경동(硏經) \| 1981년 대구직할시에 편입[4] \| 대구광역시 북구 \| | |                          |                   |
| 하위 행정읍면 | 법정리명 | 폐지 시기                | 현재 행정구역     |
| 수성면(壽城) | 두산동(斗山), 지산동(池山), 범물동(凡勿), 황청동(黃靑→황금동, 1977년), 범어동(泛魚), 만촌동(晩村), 상동(上), 중동(中), 하동(下→수성동, 1958년)                                                 | 1938년 대구부에 편입     | 대구광역시 수성구 |
| 수성면(壽城) | 효목동(孝睦), 신암동(新岩), 신천동(新川) | 1938년 대구부에 편입     | 대구광역시 동구   |
| 수성면(壽城) | 대명동(大明), 봉덕동(鳳德) | 1938년 대구부에 편입     | 대구광역시 남구   |
| 성북면(城北) | 침산동(砧山), 산격동(山格), 검단동(檢丹), 복현동(伏賢) | 1938년 대구부에 편입     | 대구광역시 북구   |
| 달서면(達西) | 원대동(院垈), 평리동(坪里), 비산동(飛山), 내당동(內唐), 중리동(中里), 상리동(上里), 이현동(梨峴)                                                                                               | 1938년 대구부에 편입     | 대구광역시 서구   |
| 달서면(達西) | 조야동(助也), 노곡동(魯谷) | 1938년 대구부에 편입     | 대구광역시 북구   |
| 달서면(達西) | 성당동(聖堂), 두류동(頭流) | 1938년 대구부에 편입     | 대구광역시 달서구 |
| 해안면(解顔→ 동촌면, 1940년) | 지저동(枝底), 도동(道), 입석동(立石), 불로동(不老), 봉무동(鳳舞), 검사동(檢沙), 둔산동(屯山), 방촌동(芳村), 부동(釜), 신평동(新坪)                                                             | 1958년 대구시에 편입     | 대구광역시 동구   |
| 가창면(嘉昌面) | 파동(巴) | 1958년 대구시에 편입     | 대구광역시 수성구 |
| 공산면(公山) | 평광동(坪廣) | 1958년 대구시에 편입     | 대구광역시 동구   |
| 공산면(公山) | 동변동(東邊), 서변동(西邊) | 1958년 대구시에 편입     | 대구광역시 북구   |
| 월배읍(月背) | 상인동(上仁), 도원동(桃源), 진천동(辰泉), 유천동(流川), 상동(上→월성동, 1958년), 하동(下→월암동, 1958년), 대천동(大泉), 송현동(松峴), 대곡동(大谷)                                             | 1981년 대구직할시에 편입 | 대구광역시 달서구 |
| 성서읍(城西) | 파호동(巴湖), 파산동(巴山→호산동, 2005년), 호림동(狐林), 신당동(新塘), 이곡동(梨谷), 용산동(龍山), 죽전동(竹田), 갈산동(葛山), 장동(壯), 장기동(長基), 본리동(本里), 감삼동(甘三)              | 1981년 대구직할시에 편입 | 대구광역시 달서구 |
| 공산면(公山) | 덕곡동(德谷), 송정동(松亭), 중대동(中大), 신용동(新龍), 지묘동(智妙), 내동(內), 미대동(美垈), 신무동(新武), 백안동(百安), 용수동(龍水), 미곡동(米谷), 도학동(道鶴), 진인동(眞仁), 능성동(能城) | 1981년 대구직할시에 편입 | 대구광역시 동구   |
| 공산면(公山) | 연경동(硏經) | 1981년 대구직할시에 편입 | 대구광역시 북구   |

## 법정리
| 읍·면  | 법정리 |
| ------ | --- |
| 화원읍 | 천내리(川內里), 구라리(九羅里), 성산리(城山里), 설화리(舌化里), 본리리(本里里), 명곡리(椧谷里) |
| 논공읍 | 노이리(蘆耳里), 금포리(金圃里), 삼리리(三狸里), 위천리(渭川里), 상리(上里), 하리(下里), 남리(南里), 북리(北里), 본리리(本里里) |
| 논공읍 | 공단출장소 |
| 다사읍 | 이천리(伊川里), 달천리(達川里), 박곡리(朴谷里), 방천리(坊川里), 서재리(鋤齋里), 세천리(世川里), 죽곡리(竹谷里), 매곡리(梅谷里), 부곡리(釜谷里), 문양리(汶陽里), 문산리(汶山里)                                                     |
| 다사읍 | 서재출장소 |
| 유가읍 | 음리(陰里), 양리(陽里), 용리(龍里), 봉리(鳳里), 쌍계리(雙溪里), 초곡리(草谷里), 상리(上里), 금리(琴里), 유곡리(油谷里), 도의리(道義里), 가태리(佳泰里), 한정리(寒亭里), 본말리(本末里)                                             |
| 가창면 | 용계리(龍溪里), 오리(梧里), 정대리(亭垈里), 냉천리(冷泉里), 행정리(杏亭里), 상원리(上院里), 단산리(丹山里), 대일리(大逸里), 주리(蛛里), 옥분리(玉盆里), 삼산리(三山里), 우록리(友鹿里)                                             |
| 하빈면 | 하산리(霞山里), 묘리(竗里), 기곡리(基谷里), 대평리(大坪里), 현내리(縣內里), 무등리(武等里), 감문리(甘文里), 동곡리(桐谷里), 봉촌리(鳳村里)                                                                                         |
| 옥포읍 | 본리리(本里里), 신당리(新塘里), 교항리(橋項里), 강림리(江林里), 송촌리(松村里), 간경리(干京里), 기세리(奇世里), 반송리(盤松里), 김흥리(金興里)                                                                                     |
| 현풍읍 | 상리(上里), 중리(中里), 하리(下里), 부리(釜里), 성하리(城下里), 원교리(院橋里), 자모리(自慕里), 오산리(午山里), 지리(池里), 대리(大里), 신기리(新基里)                                                                             |
| 구지면 | 창리(倉里), 응암리(鷹岩里), 고봉리(高峰里), 가천리(加川里), 평촌리(坪村里), 예현리(禮峴里), 징리(迲里), 유산리(柳山里), 목단리(牧丹里), 대암리(臺岩里), 내리(內里), 화산리(花山里), 수리리(修理里), 오설리(烏舌里), 도동리(道東里) |

## 역사
- 1914년 4월 1일 경상북도 대구부(大邱府, 대구면 제외)와 현풍군(玄風郡)을 통합하여, 경상북도 달성군(達城郡)으로 개편하였다.[5][6]

16면 - 수성면, 달서면, 성북면, 해안면, 공산면, 가창면, 다사면, 하빈면, 성서면, 월배면, 화원면, 옥포면, 논공면, 현풍면, 유가면, 구지면
| 조선총독부령 제111호 도의위치·관할구역변경및부·군의명칭·위치·관할구역변경에관한규정 |                       |                                                                              |
| 구 행정구역 | 신 행정구역           | 신 행정구역                                                                  |
| 대구부 동중면(東中面) 침산동/옥산동, 산격동/신기동, 검단동, 복현동 | 달성군 성북면(城北面) | 침산동, 산격동, 검단동, 복현동                                               |
| 대구부 동하면(東下面) 동변동, 서변동/이곡동, 연경동/도덕동 | 달성군 성북면(城北面) | 동변동, 서변동, 연경동                                                       |
| 대구부 해서촌면(解西村面) 상리동/덕산동, 송정동/도성동, 택리동/대거동/중리동, 신천동/용진동, 지묘동/지산동/연경동 | 달성군 공산면(公山面) | 덕산동, 송정동, 중대동, 신용동, 지묘동                                       |
| 대구부 해북촌면(解北村面) 내동/옥정동, 미대동/구암동, 국곡동/신기동/무산동, 백안동, 수대동/상충동/용천동, 미곡동/임전동, 목과동/외학동/내학동/도장동, 진정동/당동/인산동, 능성동/양방동, 평리동/북광동/남광동            | 달성군 공산면(公山面) | 내동, 미대동, 신무동, 백안동, 용수동, 미곡동, 도학동, 진인동, 능성동, 평광동 |
| 대구부 해서부면(解西部面) 지저동, 도동/상향동/하향동, 입석동/도신동, 불로동/현상동/구성동, 봉무동/단산동/독암동/외남동                                                                                                   | 달성군 해안면(解顔面) | 지저동, 도동, 입석동, 불로동, 봉무동                                         |
| 대구부 해동촌면(解東村面) 검사동/연천동, 둔산동/대암동/칠동/상동, 방촌동/격양동, 부동/구명동/월천동, 평리동/신덕동 | 달성군 해안면(解顔面) | 검사동, 둔산동, 방촌동, 부동, 평리동                                         |
| 대구부 하수서면(下守西面) 금암동/대명동, 덕산동/봉산동 | 달성군 수성면(壽城面) | 대명동, 봉덕동                                                               |
| 대구부 수동면(守東面) 두산동, 지산동, 범물동 | 달성군 수성면(壽城面) | 두산동, 지산동, 범물동                                                       |
| 대구부 수북면(守北面) 황청동/소지천동, 범어동, 효목동/검정동, 만촌동/각계동 | 달성군 수성면(壽城面) | 황청동, 범어동, 효목동, 만촌동                                               |
| 대구부 수현내면(守縣內面) 상동, 중동, 하동/신동 | 달성군 수성면(壽城面) | 상동, 중동, 하동                                                             |
| 대구부 대구면(大邱面) 신상동/신천동 일부/신하동 일부, 가암동/신천동 일부/신하동 일부 | 달성군 수성면(壽城面) | 신천동, 신암동                                                               |
| 대구부 상수서면(上守西面) 파남동/파북동, 용계동, 음오동/양오동, 매계동/대암동/정대동 | 달성군 가창면         | 파동, 용계동, 오동, 정대동                                                   |
| 대구부 하수남면(下守南面) 흥덕동/퇴계동/신전동/행정동, 창산동/박곡동/상원동/전평동, 단산동, 대일동/상촌동/중촌동, 대천동/냉천동                                                                                          | 달성군 가창면         | 행정동, 상원동, 단산동, 대일동, 냉천동                                       |
| 대구부 상수남면(上守南面) 상백동/하백동/우록동, 녹문동/금동, 옥분동/단암동, 중주동/하주동/내주동 | 달성군 가창면         | 우록동, 삼산동, 옥분동, 주동                                                 |
| 대구부 서중면(西中面) 원대동/용천동, 조야동, 평리동, 내비동/외비동, 노곡동/전암동 | 달성군 달서면         | 원대동, 조야동, 평리동, 비산동, 노곡동                                       |
| 대구부 달서면(逹西面) 감삼동, 성당동, 내당동/외당동, 상리동/괘이동, 중리동/신기동, 이현동 | 달성군 달서면         | 감삼동, 성당동, 내당동, 상리동, 중리동, 이현동                               |
| 대구부 하동면(河東面) 이천동, 달천동, 박곡동, 방천동, 서제동/내촌동, 세천동 | 달성군 다사면         | 이천동, 달천동, 박곡동, 방천동, 서재동, 세천동                               |
| 대구부 하남면(河南面) 문산동, 문양동/서부곡동, 부곡동, 매곡동, 죽곡동/강정동 | 달성군 다사면         | 문산동, 문양동, 부곡동, 매곡동, 죽곡동                                       |
| 대구부 하서면(河西面) 감문동, 동곡동/우목동, 봉촌동, 묘동, 하산동/적산동/성곡동 | 달성군 하빈면         | 감문동, 동곡동, 봉촌동, 묘동, 하산동                                         |
| 대구부 하북면(河北面) 현내동/금천동, 기곡동/성당동, 무등동/겸동, 대평동/지산동/두천동 | 달성군 하빈면         | 현내동, 기곡동, 무등동, 대평동                                               |
| 대구부 성서면(城西面) 파호동, 파산동/금회동, 호림동, 신당동, 이곡동/율제동, 용상동/용하동, 죽전동 | 달성군 성서면         | 파호동, 파산동, 호림동, 신당동, 이곡동, 용산동, 죽전동                       |
| 대구부 감물천면(甘勿川面) 갈산동, 장동/망정동, 장기동, 본리동/감천동/작촌동, 송현동 | 달성군 성서면         | 갈산동, 장동, 장기동, 본리동, 송현동                                         |
| 대구부 월배면(月背面) 상인동/채정동/본리동, 도덕동/도원동, 오복동/진천동 일부, 진천동 일부/(화현내면)부미동 일부 | 달성군 월배면         | 상인동, 도원동, 진천동, 유천동                                               |
| 대구부 조암면(租岩面) 상동, 하동, 대천동 | 달성군 월배면         | 상동, 하동, 대천동                                                           |
| 대구부 인흥면(仁興面) 대곡동/송정동 일부, 본리동/쌍학동/상리동/송정동 일부 | 달성군 화원면         | 대곡동, 본리동                                                               |
| 대구부 화현내면(花縣內面) 구라동/외촌동/부미동 일부, 천내동/신기동/현내동, 성산동/서촌동, 검곡동/현기동, 설화동 | 달성군 화원면         | 구라동, 천내동, 성산동, 명곡동, 설화동                                       |
| 대구부 옥포면(玉浦面) 간경동, 본리동/대방동 | 달성군 옥포면         | 간경동, 본리동                                                               |
| 대구부 법화면(法花面) 신당동, 교항동/본리동, 강림동/시저동 | 달성군 옥포면         | 신당동, 교항동, 강림동                                                       |
| 대구부 성평곡면(省平谷面) 송촌동, 김흥동/만수동/능전동/원전동, 반송동/기산동, 기세동 | 달성군 옥포면         | 송촌동, 김흥동, 반송동, 기세동                                               |
| 현풍군 현내면(縣內面) 상동 일부/교동, 상동 일부/중동, 하동, 부동 | 달성군 현풍면         | 상동, 중동, 하동, 부동                                                       |
| 현풍군 서부면(西部面) 수문동/성하동/야동, 원교동/화동 | 달성군 현풍면         | 성하동, 원교동                                                               |
| 현풍군 마산면(馬山面) 지동/원당동, 대동/호항동, 신기동/차천동 | 달성군 현풍면         | 지동, 대동, 신기동                                                           |
| 현풍군 모로면(毛老面) 오산동/홀포동, 자모동/여기동 | 달성군 현풍면         | 오산동, 자모동                                                               |
| 현풍군 유가면(瑜伽面) 양지동/내산동, 음지동, 봉지동/구계동 | 달성군 유가면         | 양동, 음동, 봉동                                                             |
| 현풍군 동부면(東部面) 쌍계동/여계동, 초곡동 | 달성군 유가면         | 쌍계동, 초곡동                                                               |
| 현풍군 우만면(雩萬面) 상동, 용동/정촌동/가현동, 와운동/금동/신기동/남정동/북정동, 유곡동/예평동/외동 | 달성군 유가면         | 상동, 용동, 금동, 유곡동                                                     |
| 현풍군 말역면(末亦面) 가태동/남통동/굴혜동, 사배동/도의동/구돌동, 본말동/개곡동/포정동/태봉동/개백동, 한정동/원산동/안현동                                                                                               | 달성군 유가면         | 가태동, 도의동, 본말동, 한정동                                               |
| 현풍군 구지면 가천동 | 달성군 유가면         | 가천동                                                                       |
| 현풍군 구지면(求智面) 평촌동/태정동, 소고봉동/대고봉동, 응암동/대포동/덕곡동, 예현동, 장동/내동/외동/성산동/세암동/노곡동, 태암동/신당동/고방동/도야동, 월산동/목단동/구산동, 유산동/(경상남동 창녕군 합산면)이방동 일부 | 달성군 구지면         | 평촌동, 고봉동, 응암동, 예현동, 내동, 대암동, 목단동, 유산동                 |
| 현풍군 오산면(烏山面) 창동/내동/암동, 화산동/웅동/신평동/접곡동, 수리동/안동/사동/지정동, 현동, 내동/외동, 도동동/사동/송림동/담동                                                                                       | 달성군 구지면         | 창동, 화산동, 수리동, 징동, 오설동, 도동동                                   |
| 현풍군 논공면(論工面) 본리동/소도동, 남동/신기동, 북동 | 달성군 논공면         | 본리동, 남동, 북동                                                           |
| 현풍군 걸산면(乞山面) 상동/중동, 하동/가동 | 달성군 논공면         | 상동, 하동                                                                   |
| 현풍군 노장면(蘆長面) 노이동/중리동/연화동, 금포동/계호동/평촌동/봉동/장기동, 중리동/내리동/외리동/진두동, 위천동/용호동/사촌동                                                                                          | 달성군 논공면         | 노이동, 금포동, 삼리동, 위천동                                               |

| 1914년          | 1914년 | 현재               | 현재 |
| 면              | 동·리 | 시·구              | 동·리 |
| --------------- | --- | ------------------ | --- |
| 공산면 (公山面) | 덕산동, 송정동, 중대동, 신용동, 지묘동, 내동, 미대동, 신무동, 백안동, 용수동, 미곡동, 도학동, 진인동, 능성동, 평광동 | 대구 동구          | 덕곡동, 송정동, 중대동, 신용동, 지묘동, 내동, 미대동, 신무동, 백안동, 용수동, 미곡동, 도학동, 진인동, 능성동, 평광동 |
| 해안면 (解顔面) | 지저동, 도동, 입석동, 불로동, 봉무동, 검사동, 둔산동, 방촌동, 부동, 평리동                                           | 대구 동구          | 지저동, 도동, 입석동, 불로동, 봉무동, 검사동, 둔산동, 방촌동, 부동, 신평동                                           |
| 수성면 (壽城面) | 효목동, 신천동 일부, 신암동 일부                                                                                     | 대구 동구          | 효목동, 신천동, 신암동                                                                                               |
| 수성면 (壽城面) | 신암동 일부 | 대구 북구          | 대현동 |
| 수성면 (壽城面) | 대명동 일부, 대명동 일부, 봉덕동 일부                                                                                | 대구 중구          | 남산동 일부, 대봉동 일부, 대봉동 일부                                                                                |
| 수성면 (壽城面) | 대명동 일부, 봉덕동 일부, 봉덕동 일부                                                                                | 대구 남구          | 대명동, 봉덕동, 이천동                                                                                               |
| 수성면 (壽城面) | 두산동, 지산동, 범물동, 황청동, 범어동, 만촌동, 상동, 중동, 하동, 신천동 일부                                        | 대구 수성구        | 두산동, 지산동, 범물동, 황금동, 범어동, 만촌동, 상동, 중동, 수성동 일부, 수성동 일부                                 |
| 가창면 (嘉昌面) | 파동 | 대구 수성구        | 파동 |
| 가창면 (嘉昌面) | 용계동, 오동, 정대동, 행정동, 상원동, 단산동, 대일동, 냉천동, 우록동, 삼산동, 옥분동, 주동                           | 대구 달성군 가창면 | 용계리, 오리, 정대리, 행정리, 상원리, 단산리, 대일리, 냉천리, 우록리, 삼산리, 옥분리, 주리                           |
| 성북면 (城北面) | 침산동, 산격동, 검단동, 복현동, 동변동, 서변동, 연경동                                                               | 대구 북구          | 침산동, 산격동, 검단동, 복현동, 동변동, 서변동, 연경동                                                               |
| 달서면 (達西面) | 조야동, 노곡동, 원대동 일부                                                                                          | 대구 북구          | 조야동, 노곡동, 노원동                                                                                               |
| 달서면 (達西面) | 평리동, 비산동, 상리동, 중리동, 이현동, 원대동 일부, 내당동 일부                                                     | 대구 서구          | 평리동, 비산동, 상리동, 중리동, 이현동, 원대동, 내당동                                                               |
| 달서면 (達西面) | 감삼동, 성당동, 내당동 일부                                                                                          | 대구 달서구        | 감삼동, 성당동, 두류동                                                                                               |
| 성서면 (城西面) | 파호동, 파산동, 호림동, 신당동, 이곡동, 용산동, 죽전동, 갈산동, 장동, 장기동, 송현동, 본리동 일부, 본리동 일부       | 대구 달서구        | 파호동, 호산동, 호림동, 신당동, 이곡동, 용산동, 죽전동, 갈산동, 장동, 장기동, 송현동, 본리동, 본동                   |
| 월배면 (月背面) | 상인동, 도원동, 진천동, 유천동, 상동, 하동, 대천동                                                                   | 대구 달서구        | 상인동, 도원동, 진천동, 유천동, 월성동, 월암동, 대천동                                                               |
| 화원면 (花園面) | 대곡동 | 대구 달서구        | 대곡동 |
| 화원면 (花園面) | 본리동, 구라동, 천내동, 성산동, 명곡동, 설화동                                                                       | 대구 달성군 화원읍 | 본리리, 구라리, 천내리, 성산리, 명곡리, 설화리                                                                       |
| 옥포면 (玉浦面) | 간경동, 본리동, 신당동, 교항동, 강림동, 송촌동, 김흥동, 반송동, 기세동                                               | 대구 달성군 옥포읍 | 간경리, 본리리, 신당리, 교항리, 강림리, 송촌리, 김흥리, 반송리, 기세리                                               |
| 논공면 (論工面) | 본리동, 남동, 북동, 상동, 하동, 노이동, 금포동, 삼리동, 위천동                                                       | 대구 달성군 논공읍 | 본리리, 남리, 북리, 상리, 하리, 노이리, 금포리, 삼리, 위천리                                                         |
| 현풍면 (玄風面) | 상동, 중동, 하동, 부동, 성하동, 원교동, 지동, 대동, 신기동, 오산동, 자모동                                           | 대구 달성군 현풍읍 | 상리, 중리, 하리, 부리, 성하리, 원교리, 지리, 대리, 신기리, 오산리, 자모리                                           |
| 유가면 (瑜伽面) | 양동, 음동, 봉동, 쌍계동, 초곡동, 상동, 용동, 금동, 유곡동, 가태동, 도의동, 본말동, 한정동                           | 대구 달성군 유가읍 | 양리, 음리, 봉리, 쌍계리, 초곡리, 상리, 용리, 금리, 유곡리, 가태리, 도의리, 본말리, 한정리                           |
| 유가면 (瑜伽面) | 가천동 | 대구 달성군 구지면 | 가천리 |
| 구지면 (求智面) | 평촌동, 고봉동, 응암동, 예현동, 내동, 대암동, 목단동, 유산동, 창동, 화산동, 수리동, 징동, 오설동, 도동동             | 대구 달성군 구지면 | 평촌리, 고봉리, 응암리, 예현리, 내리, 대암리, 목단리, 유산리, 창리, 화산리, 수리리, 징리, 오설리, 도동리             |
| 다사면 (多斯面) | 이천동, 달천동, 박곡동, 방천동, 서재동, 세천동, 문산동, 문양동, 부곡동, 매곡동, 죽곡동                               | 대구 달성군 다사읍 | 이천리, 달천리, 박곡리, 방천리, 서재리, 세천리, 문산리, 문양리, 부곡리, 매곡리, 죽곡리                               |
| 하빈면 (河濱面) | 감문동, 동곡동, 봉촌동, 묘동, 하산동, 현내동, 기곡동, 무등동, 대평동                                                 | 대구 달성군 하빈면 | 감문리, 동곡리, 봉촌리, 묘리, 하산리, 현내리, 기곡리, 무등리, 대평리                                                 |

- 1917년 4월 1일 수성면 대명동과 봉덕동의 각일부를 대구부에 편입해 대봉정을 신설하였다.[8] 유가면 가천동을 구지면에 환원하였다.

| 조선총독부령 제9호                     |                      |
| 구 행정구역                            | 신 행정구역          |
| 달성군 수성면 대명동 일부, 봉덕동 일부 | 대구부 대봉정        |
| 달성군 유가면 가천동                   | 달성군 구지면 가천동 |
- 1938년 10월 1일 수성면, 달서면, 성북면의 3개 면을 대구부에 편입하였다.[2] (13면)

| 조선총독부령 제196호                                                                                      | |
| 구 행정구역                                                                                               | 신 행정구역                                                                                        |
| 달성군 성북면 침산동·산격동·검단동·복현동                                                                 | 대구부 침산동·산격동·검단동·복현동                                                                 |
| 달성군 수성면 대명동·봉덕동·두산동·지산동·범물동·황청동·범어동·효목동·만촌동·상동·중동·하동·신천동·신암동 | 대구부 대명동·봉덕동·두산동·지산동·범물동·황청동·범어동·효목동·만촌동·상동·중동·하동·신천동·신암동 |
| 달성군 달서면 원대동·조야동·평리동·비산동·노곡동·성당동·내당동·상리동·중리동·이현동                       | 대구부 원대동·조야동·평리동·비산동·노곡동·성당동·내당동·상리동·중리동·이현동                       |
| 달성군 성북면 동변동·서변동·연경동                                                                        | 달성군 공산면 동변동·서변동·연경동                                                                 |
| 달성군 달서면 감삼동                                                                                      | 달성군 성서면 감삼동                                                                               |
- 1940년 7월 1일 해안면을 동촌면으로 개칭하였다.
- 1958년 1월 1일 동촌면, 공산면, 가창면, 성서면, 월배면의 5개 면을 대구시에 편입하였다.[3] (8면)

| 법률 제452호 시·군행정구역변경에관한법률                                                                                                  | |
| 구 행정구역 | 신 행정구역 |
| 달성군 동촌면 지저동·도동·입석동·불로동·봉무동·검사동·둔산동·방촌동·부동·평리동                                                           | 대구시 지저동·도동·입석동·불로동·봉무동·검사동·둔산동·방촌동·부동·신평동                                                           |
| 달성군 월배면 상인동·도원동·진천동·유천동·상동·하동·대천동                                                                                | 대구시 상인동·도원동·진천동·유천동·월성동·월암동·대천동                                                                            |
| 달성군 성서면 파호동·파산동·호림동·신당동·이곡동·용산동·죽전동·갈산동·장동·장기동·본리동·송현동·감삼동                                    | 대구시 파호동·파산동·호림동·신당동·이곡동·용산동·죽전동·갈산동·장동·장기동·본리동·송현동·감삼동                                    |
| 달성군 가창면 파동·용계동·오동·정대동·행정동·상원동·단산동·대일동·냉천동·우록동·삼산동·옥분동·주동                                        | 대구시 파동·용계동·오동·정대동·행정동·상원동·단산동·대일동·냉천동·우록동·삼산동·옥분동·주동                                        |
| 달성군 공산면 덕산동·송정동·중대동·신용동·지묘동·내동·미대동·신무동·백안동·용수동·미곡동·도학동·진인동·능성동·평광동·동변동·서변동·연경동 | 대구시 덕곡동·송정동·중대동·신용동·지묘동·내동·미대동·신무동·백안동·용수동·미곡동·도학동·진인동·능성동·평광동·동변동·서변동·연경동 |
- 1963년 1월 1일 대구시로부터 47개 법정동이 환원되어, 4개 면을 다시 설치하였다.[9] (12면)

| 법률 제1175호 시·군관할구역변경및면의폐치에관한법률                                                                       | |
| 구 행정구역 (법정동) | 신 행정구역 |
| 대구시 지묘동·덕곡동·송정동·중대동·신용동·내동·미대동·신무동·백안동·용수동·미곡동·진인동·도학동·능성동·연경동(공산출장소) | 달성군 공산면 지묘동·덕곡동·송정동·중대동·신용동·내동·미대동·신무동·백안동·용수동·미곡동·진인동·도학동·능성동·연경동 |
| 대구시 용계동·오동·정대동·행정동·상원동·단산동·대일동·냉천동·우록동·삼산동·옥분동·주동(가창출장소)                        | 달성군 가창면 용계동·오동·정대동·행정동·상원동·단산동·대일동·냉천동·우록동·삼산동·옥분동·주동                        |
| 대구시 갈산동·파산동·파호동·호림동·신당동·이곡동·장동·장기동·용산동·죽전동·본리동·감삼동(성서출장소)                      | 달성군 성서면 갈산동·파산동·파호동·호림동·신당동·이곡동·장동·장기동·용산동·죽전동·본리동·감삼동                      |
| 대구시 상인동·도원동·진천동·유천동·대천동·월암동·월성동·송현동(월배출장소)                                                | 달성군 월배면 상인동·도원동·진천동·유천동·대천동·월암동·월성동·송현동                                                |
- 1973년 7월 1일 화원면 대곡동을 월배면에 편입하였다.[10]
- 1979년 5월 1일 월배면을 월배읍으로 승격하였다.[11] (1읍 11면)
- 1980년 12월 1일 성서면을 성서읍으로 승격하였다.[12] (2읍 10면)
- 1981년 7월 1일 월배읍·성서읍·공산면을 각각 대구직할시 남구·서구·동구로 편입하였다.[4] (9면)

| 법률 제3424호 대구직할시및인천직할시설치에관한법률                                                                            | |
| 구 행정구역 | 신 행정구역 |
| 경상북도 달성군 공산면 지묘동·덕곡동·송정동·중대동·신용동·내동·미대동·신무동·백안동·용수동·미곡동·진인동·도학동·능성동·연경동 | 대구직할시 동구 지묘동·덕곡동·송정동·중대동·신용동·내동·미대동·신무동·백안동·용수동·미곡동·진인동·도학동·능성동·연경동 |
| 달성군 성서읍 갈산동·파산동·파호동·호림동·신당동·이곡동·장동·장기동·용산동·죽전동·본리동·감삼동                               | 서구 갈산동·파산동·파호동·호림동·신당동·이곡동·장동·장기동·용산동·죽전동·본리동·감삼동                                 |
| 달성군 월배읍 상인동·도원동·진천동·유천동·대천동·월암동·월성동·송현동·대곡동                                                  | 남구 상인동·도원동·진천동·유천동·대천동·월암동·월성동·송현동·대곡동                                                    |
- 1983년 6월 20일 달성지방산업단지(1,241평)를 조성하였다.
- 1988년 5월 3일 동을 리로 일괄적으로 개칭하였다.[13]
- 1989년 4월 3일 논공면 공단출장소를 설치하였다.[14]
- 1992년 3월 1일 화원면을 화원읍으로 승격하였다. (1읍 8면)
- 1995년 3월 1일 달성군 전역이 대구광역시에 편입되었다.[15]
- 1995년 4월 20일 화원읍 구라리 일부를 달서구로 편입하였다.
- 1996년 9월 1일 논공면을 논공읍으로 승격하였다.[16] (2읍 7면)
- 1997년 11월 1일 다사면을 다사읍으로 승격하였다. (3읍 6면)
- 2001년 3월 19일 다사읍 서재출장소를 설치하였다.
- 2005년 5월 25일 달성군청 소재지를 대구광역시 남구 대명11동 1583번지에서 대구광역시 달성군 논공읍 금포리 1313번지로 이전.
- 2018년 3월 1일 유가면이 유가읍으로 승격하였다. (4읍 5면)
- 2018년 11월 1일 옥포면이 옥포읍으로, 현풍면이 현풍읍으로 승격하였다. (6읍 3면)